# 고이소 구니아키
고이소 구니아키(일본어: 小磯 國昭, 1880년 3월 22일 ~ 1950년 11월 3일)는 일본의 육군 군인, 정치인이다. 최종 계급은 육군 대장. 제41대 일본 내각총리대신을 지냈다.

## 초기 경력
고이소는 1880년, 도치기현 우쓰노미야시에서 태어나 육군사관학교, 육군대학교를 졸업했다. 육군성 군무국장, 관동군 참모장, 조선군 사령관 등을 지냈으며, 1938년 현역에서 물러나 예편하였다.
이후 대동아성 대신을 거쳐 1942년 조선 총독에 부임하여 학도병 제도를 실시하였다.

## 내각총리대신

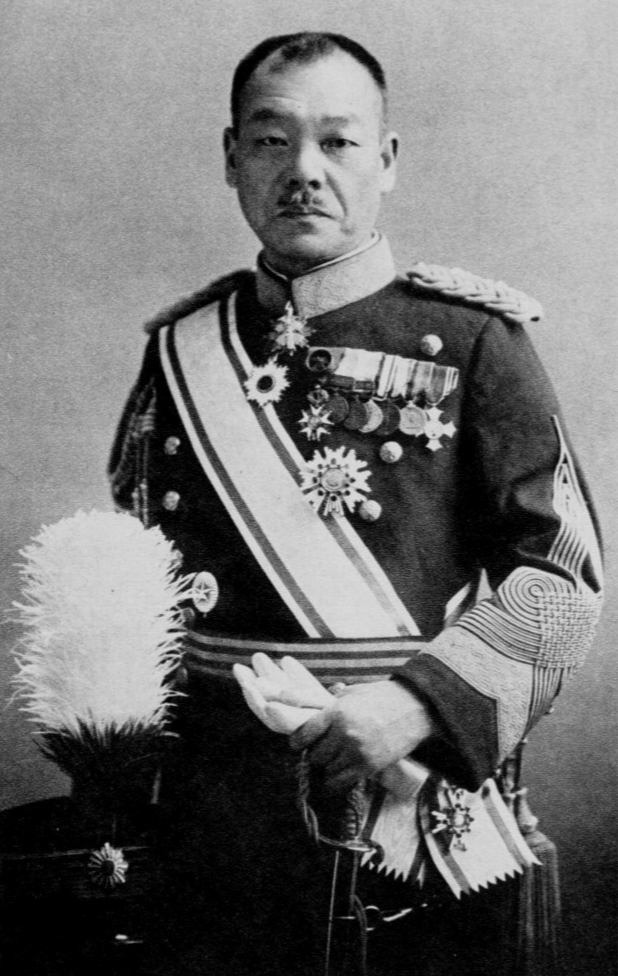
고이소 구니아키, 조선총독(1942년~1944년)

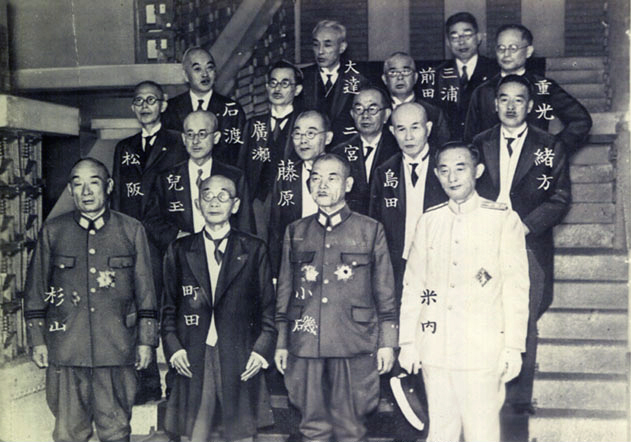
고이소 내각

1944년 거듭된 패배로 도조 히데키가 내각총리대신 직에서 물러났으나, 총리 후보가 마땅치 않았다. 발언권이 강한 육군은 군인 출신을 선호하였으나, 전선 사령관을 옹립하는 것은 전황에 부담을 줄 수 있었기 때문에 중신들은 조선 총독이었던 고이소를 수상으로 옹립하였다.
고이소는 1930년대 민간정부를 전복시키려던 쿠데타 음모에 가담한 적이 있었기 때문에, 그의 수상 취임은 특히 고노에 후미마로를 비롯한 문관들 뿐만 아니라, 쇼와 천황마저도 그리 탐탁치 않게 여겼다고 한다.
그는 예편한 지 오래되었기 때문에 취임 당시 전황에 대해서 전혀 무지했고, 중대한 군사적인 문제는 육해군 수뇌부가 내각에 거의 상관없이 결정하였다. 육해군은 그를 허수아비처럼 무시했고, 문관들은 평화 협상을 선호하였기 때문에, 고이소는 인기 없는 상징적인 위치에 있었다.
그의 임기 중 전황이 점점 악화되고, 1944년 10월 일본이 조종하는 중국괴뢰정권인 난징국민정부(왕징웨이 정권) 수반이었던 왕징웨이가 병으로 사망해 중국에서의 상황이 악화되었다. 고이소는 잠시 평화협상을 생각하기도 하였으나, 연합군과 일본의 의견 접점을 찾기가 쉽지 않아 전쟁을 계속한다는 결론으로 기울었다. 한편 그는 당시 일본이 점령 중이었던 네덜란드의 식민지 인도네시아의 독립을 승인하기도 하였다.
고이소는 1945년 4월 오키나와에 미군이 상륙하고, 총리인 자신이 군사적인 문제에 개입하겠다는 요청이 육해군에 의해 거절되자 사임하였다.
종전 후인 1948년 11월 12일 극동국제군사재판에서 종신금고형을 선고받고 복역하다가 1950년 사망하였다.

## 같이 보기
- 조선총독부
- 고이소 내각
- A급 전범
- 일본의 전쟁 범죄
- 극동국제군사재판

| 전임 하타 요시아키 | 일본 척무대신 1939년 | 후임 가네미쓰 쓰네오 |

| 전임 가네미쓰 쓰네오 | 일본 척무대신 1940년 | 후임 마쓰오카 요스케 |

| 전임 미나미 지로 | 제8대 조선총독 1942년 ~ 1944년 | 후임 아베 노부유키 |

| 전임 도조 히데키 | 제3대 대정익찬회 총재 1944년 7월 22일 ~ 1945년 4월 7일 | 후임 스즈키 간타로 |

| 전임 도조 히데키 | 제41대 일본 내각총리대신 1944년 7월 22일 ~ 1945년 4월 7일 | 후임 스즈키 간타로 |